# Stallupöner Allee
Die Stallupöner Allee ist eine im 19. Jahrhundert bei der Erweiterung der Wohnbebauung angelegte Straße im Berliner Ortsteil Westend, unmittelbar nördlich des Grunewaldes.
Der Straßenname, vergeben am 31. Dezember 1923, nimmt Bezug auf die – ehemals ostpreußische – Kleinstadt Stallupönen, ab 1938 Ebenrode, heute Nesterow in Russland (Gebiet Kaliningrad).

## Besonderheiten
Die Allee umfasst 54 Grundstücke. Die Hausnummern folgen dem Prinzip der Orientierungsnummerierung, also auf einer Seite ungerade, gegenüber gerade Nummern. Das Grundstück Nummer 25/25b gehört zum Ortsteil Grunewald.

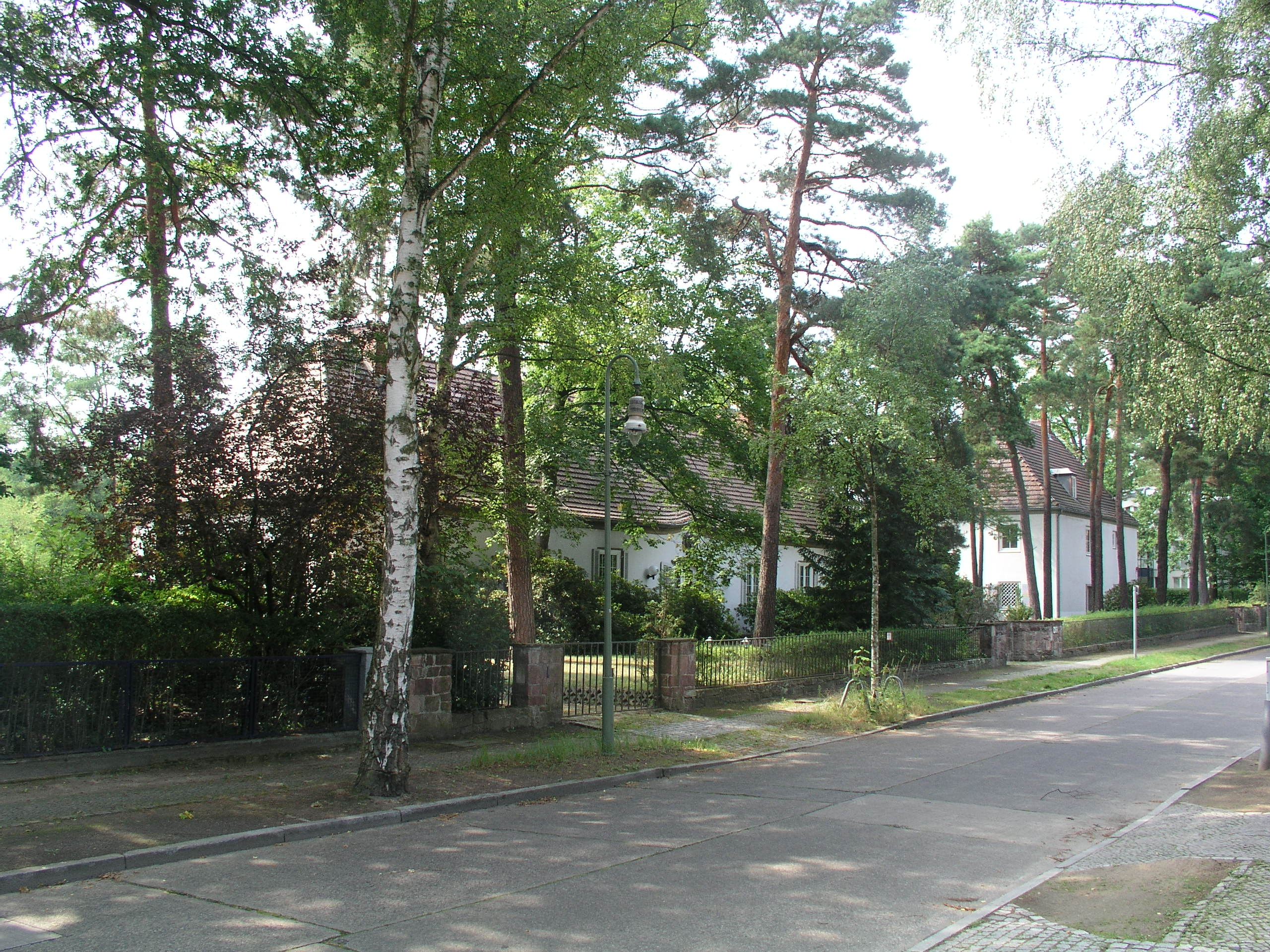
Getarnte Sendeanlage in der Stallupöner Allee 19–23

In der Stallupöner Allee 19–23 entstand 1934–1936 neben einem Wohnhaus eine geheime Sendeanlage der Deutschen Reichspost samt Bunker nach Entwürfen des Architekten Hans Wolff-Grohmann. Ab 1946 nutzte der Sender BFN der britischen Besatzungsmacht die Sendeanlage. 1954 wurde sie dem neu entstandenen Sender Freies Berlin übergeben, dem die Anlage bis 2006 zur Ausstrahlung seines Mittelwellenrundfunks diente. Der Komplex steht unter Denkmalschutz. Seit 2007 werden die technischen Anlagen nicht mehr genutzt, die Immobilie wurde an eine Privatperson verkauft. Der neue Eigentümer beabsichtigt, die Villa in ein Einfamilienhaus umzubauen. Das Schicksal der alten Technik ist nicht geklärt.
Des Weiteren ist das Wohnhaus Stallupöner Allee 37 denkmalgeschützt. Es wurde nach Entwürfen von Egon Eiermann errichtet.